# Афанасьево (Собинский район)
Афанасьево — деревня в Собинском районе Владимирской области России, входит в состав Воршинского сельского поселения.

## География
Деревня расположена в 4 км на северо-восток от центра поселения села Ворша и в 14 км на северо-восток от райцентра города Собинка на автодороге 17А-2 Колокша — Кольчугино — Александров — Верхние Дворики. 

## История
В конце XIX — начале XX века деревня входила в состав Воршинской волости Владимирского уезда. В 1859 году в деревне числилось 15 дворов, в 1905 году — 19 двора, в 1926 году — 18 хозяйств.
С 1929 года село входило в состав Воршинского сельсовета Собинского района.

## Население
| 1859 | 1905 | 1926 |
| ---- | ---- | ---- |
| 99   | 133  | 91   |

| 1859 | 1905 | 1926 | 2002 | 2010 | 2021 |
| ---- | ---- | ---- | ---- | ---- | ---- |
| 99   | ↗133 | ↘91  | ↘6   | ↘3   | ↗11  |